# Sally W. Stoecker
Sally Webb Stoecker (* 1954) ist eine US-amerikanische Gelehrte.

## Leben und Wirken
Sally W. Stoecker ist die Tochter von Robert Louis Stoecker und Mary Nell Boddie Stoecker aus Charlotte (North Carolina). Sie absolvierte die Mendham High School und studierte anschließend an der renommierten University of North Carolina at Chapel Hill, wo sie einen Bachelor of Arts in russischer Sprache und Literatur erwarb. Zum Zeitpunkt ihrer Eheschließung im Jahr 1987 war sie als wissenschaftliche Mitarbeiterin bei der Denkfabrik RAND Corporation in Washington, D.C. beschäftigt.
Später arbeitete sie in der Abteilung für Vergleichende und Regionalstudien der School of International Service der American University Washington und ist Senior Fellow am Transnational Crime and Corruption Center der George Mason University. 
Sie veröffentlichte zahlreiche Beiträge zur sowjetischen und postsowjetischen Geschichte mit dem Schwerpunkt auf den auswärtigen Beziehungen und der Militärgeschichte.

## Publikationen (Auswahl)
als Autorin
- Historical Roots of Contemporary Debates on Soviet Military Doctrine and Defense. [Prepared for the United States Air Force, United States Army]. Rand Corporation, Santa Monica 1991.
- Forging Stalin’s Army. Marshal Tukhachevsky and the Politics of Military Innovation. Foreword by David Glantz. Westview Press, Boulder Colorado 1998, ISBN 0-8133-3410-1.
- mit Clementine K. Fujimura, Tanya Sudakova: Russia's Abandoned Children. An Intimate Understanding. Bloomsbury Publishing, 2005, ISBN 9780275979096.

Fachbeiträge
- The Historical Roots of Current Debates on Soviet Military Doctrine and Defense. In: The Journal of Soviet Military Studies. 3/1990, S. 363–389.
- Tönerner Koloß ohne Kopf: Stalinismus und Rote Armee. In: Bianka Pietrow-Ennker (Hrsg.): Präventivkrieg? Der deutsche Angriff auf die Sowjetunion. Frankfurt am Main 2000, ISBN 978-3-596-19062-1, S. 151–172.
- Homelessness and Criminal Exploitation of Russian Minors: Realities, Resources, and Legal Remedies. In: Demokratizatsiya : the journal of post-Soviet democratization = Demokratizacija. ISSN 1074-6846, World Affairs Institute, Washington D.C., Spring 2001, S. 319–336.

als Herausgeberin
- Sally Stoecker, Louise Shelley (Hrsg.): Human Traffic and Transnational Crime: Eurasian and Ameriacn Perspectives. Rowman and Littlefield, Lanham 2005, ISBN 0-7425-3029-9.
- Sally Stoecker, Ramziya Shakirova (Hrsg.): Environmental Crime and Corruption in Russia. Federal and Regional Perspectives. Routledge, 2017, ISBN 978-0-815374671.

## Familie
Am 6. Juni 1987 heiratete Sally Stoecker in der Capitol Hill Presbyterian Church in Washington D.C. den Wirtschaftswissenschaftler Frederick Paul Biery III. Sie hat zwei Brüder.